# Karl Rasch
Georg Karl Rasch (* 28. Dezember 1854 in Winzenburg; † 3. April 1931 in Hildesheim) war Präsident der Oberlandesgerichte Marienwerder und Celle.

## Leben
Nach dem Studium der Rechtswissenschaften an den Universitäten in Göttingen, Leipzig und Berlin trat Rasch 1878 als Referendar in den Justizdienst. Er wurde 1883 Gerichtsassessor. Amtsrichter am Amtsgericht Lehe 1887 und Landrichter am Landgericht Elberfeld 1890 waren die nächsten Karrierestationen. 1897 folgte die Beförderung zum Landgerichtsrat. 1899 kam er als Oberlandesgerichtsrat an das Oberlandesgericht Köln. 1901 war er auch Kaiserlicher Bankkommissar bei der Reichsbankhauptstelle Köln, die den Kriegsschatz für Köln in Höhe von 7 Millionen Mark verwaltete. 1907 wurde er Landgerichtspräsident am damals noch preußische Landgericht Altona. 1916 wurde er zum Oberlandesgerichtspräsidenten in Marienwerder ernannt, das 1920 Abstimmungsgebiet war. Von 1921 bis zum Ruhestand 1923 war er Oberlandesgerichtspräsident in Celle. Er war Inhaber zahlreicher Auszeichnungen darunter der Titel Wirklicher Geheimer Oberjustizrat.